# Prunus tadzhikistanica
Prunus tadzhikistanica är en rosväxtart som beskrevs av V.I. Zapryagaeva. Prunus tadzhikistanica ingår i släktet prunusar, och familjen rosväxter. IUCN kategoriserar arten globalt som starkt hotad. Inga underarter finns listade i Catalogue of Life.